# Watertoren (Eeklo Ringlaan)
De watertoren aan de Ringlaan in Eeklo werd tussen 1989 en 1992 gebouwd in opdracht van de Vlaamse Maatschappij voor Watervoorziening naar een ontwerp van Ortwin Deroo.

## Beschrijving
De toren is opgebouwd uit ringvormige lagen die worden gescheiden door terugliggende naden die overeenkomen met de stortfasen van het beton. Onder- en bovenaan zijn de ringen uitgevoerd in grijs sierbeton. Op verschillende bouwlagen bevinden zich kleine rechthoekige vensters.
Aalst (Hertshage) ·
Aalst (Watertorenstraat) ·
Aalter ·
Assenede ·
Baasrode ·
Beveren-Waas ·
Brakel ·
Denderleeuw (Guido Gezellestraat) ·
Denderleeuw (Steenweg op Ninove) ·
Dendermonde (Leopold II laan) ·
Dendermonde (Broekstraat) ·
Dendermonde (Lomeersstraat) ·
Eeklo (Peperstraat) ·
Eeklo (Ringlaan) ·
Erpe (Bossestraat) ·
Gent (Alfons Braeckmanlaan) ·
Gent (John F. Kennedylaan, 1965) ·
Gent (John F. Kennedylaan, 1966) ·
Gent (John F. Kennedylaan, 1974) ·
Gent (Kattenberg, 1881) ·
Gent (Kattenberg, 1977) ·
Gent (Maïsstraat) ·
Gent (Nieuwevaart) ·
Gent (Scheeplosserstraat) ·
Gent (Klein Rusland) ·
Gent (Suikerkaai) ·
Gentbrugge (Gontrodestraat) ·
Watertoren (Gentbrugge J. de Saint-Genoisstraat) ·
Gentbrugge (Watertorenstraat) ·
Grembergen (Lomeersstraat) ·
Grembergen (Zeelsebaan) ·
Hamme ·
Heldergem ·
Heusden ·
Laarne ·
Lebbeke ·
Lokeren (Koning Boudewijnlaan) ·
Lokeren (Waterstraat) ·
(Maldegem (Lindestraat) ·
(Maldegem (Krommewege) ·
Meerdonk ·
Melle (Brusselsesteenweg) ·
Melle (Geraardsbergsesteenweg) ·
Melle (Zwaantjesstraat) ·
Merelbeke ·
Moerbeke ·
Nieuwkerken-Waas (Grote Baan) ·
Ninove ·
Oudenaarde (Jozef Braetsstraat) ·
Oudenaarde (Spoorweg) ·
Petegem-aan-de-Leie ·
Sint-Gillis ·
Sint-Jan-in-Eremo ·
Sint-Laureins ·
Sint-Lievens-Esse ·
Sint-Lievens-Houtem ·
Sint-Niklaas (Schoolstraat) ·
Sleidinge ·
Stekene ·
Temse (Smesstraat) ·
Temse (Schoenstraat) ·
Wachtebeke ·
Wetteren (Kapellestraat) ·
Wetteren (Massemsesteenweg) ·
Wondelgem (Wiedauwkaai) ·
Wondelgem (Wondelgemkaai) ·
Zelzate ·
Zwijnaarde (Ebergiste De Deynestraat) ·
Zwijnaarde (Klaartestraat)